# Sîniv, Hoșcea
Sîniv (în ucraineană Синів) este localitatea de reședință a comunei Sîniv din raionul Hoșcea, regiunea Rivne, Ucraina.

## Demografie
Componența lingvistică a localității Sîniv
     Ucraineană (98,98%)
     Rusă (1,02%)
Conform recensământului din 2001, majoritatea populației localității Sîniv era vorbitoare de ucraineană (98,98%), existând în minoritate și vorbitori de rusă (1,02%).